# 碩水寺
碩水寺（せきすいじ）は、長野県東筑摩郡筑北村にある曹洞宗の寺院。山号は龍沢山。

## 概要
寺伝では覚応阿闍梨法印覚の塔があったことから、当初は真言宗寺院として創建されたことが知られる。享禄年間に青柳清長の子、青柳頼長が開基し、安曇郡有明村の青原寺二世天如桂樹和尚を招来して開山として、天文元年（1532年）に曹洞宗寺院として中興した。慶安2年（1649年）に徳川家光より寺領10石の朱印地を拝領した。美濃国龍泰寺の末寺となった。
本堂の本尊である木造阿弥陀如来坐像は鎌倉時代の様式で、檜寄木造りの像内に寛文2年（1662年）銘があり、台座には村上源蔵人の名が記されている（長野県宝）。薬師堂は座禅道場となっており、本尊の薬師如来像と、その分身眷属である十二神将、脇侍の日光・月光両菩薩がある。山門を兼ねた鐘楼には加賀国大乗寺の日舟禅師の筆になる山号額が掲げられている。信濃三十三観音霊場の十七番関昌寺の朱印所ともなっている。寺宝には歴代徳川将軍家の朱印状9通の他、谷文晁の絵画などがある。

## 境内
- 本堂 - 文政3年（1820年）建立
- 鐘楼 - 嘉永年間建立
- 薬師堂
- 宝塔 - 天明2年（1782年）銘
- 庫裡
- 庚申塔
- 六地蔵
- 稲荷社

## 交通アクセス
- JR篠ノ井線坂北駅から徒歩20分

## 所在地
長野県東筑摩郡筑北村坂北1044番地1